# Maria Kalmykova
Maria Lvovna Kalmykova (Russisch: Мария Львовна Калмыкова) (Rjazan, 14 januari 1978) is een voormalig Russische basketbalspeelster, die speelde voor het nationale team van Rusland.

## Carrière
Kalmykova begon op 9-jarige leeftijd te basketballen in Rjazan. Ze verhuisde naar Vologda, waar ze afstudeerde aan de Pedagogische Universiteit van Vologda. Ze begon haar carrière bij Tsjevakata Vologda in 1994. In 2001 maakte Kalmykova de eerste Quadruple double in de geschiedenis van de Russische superliga. Ze maakte in de wedstrijd tegen Dinamo Koersk 20 punten, maakte 15 rebounds, gaf 11 assists en maakte 10 blokshots. In 2002 maakte ze de overstap naar Dinamo-Energia Novosibirsk. In 2005 ging Kalmykova spelen voor de nieuwe club Spartak Oblast Moskou Vidnoje. Ze won meteen de EuroCup Women in 2006. Ze wonnen in de finale van Pays d'Aix Basket 13 uit Frankrijk met een totaalscore van 152-131 over twee wedstrijden. In 2007 won Kalmykova voor de tweede keer op rij de EuroCup Women. Dit keer met Dinamo Moskou. Ze wonnen in de finale van CA Faenza uit Italië met een totaalscore van 150-117 over twee wedstrijden. In 2008 ging Kalmykova naar Gloria-GTSOLIFK Moskou. In 2012 stapte ze over naar Sparta&K Oblast Moskou Vidnoje. Na één jaar ging ze spelen voor Spartak Sint-Petersburg maar maakte het seizoen af bij Rostov-Don. Aan het einde van het seizoen 2013 kondigde ze aan om te stoppen met basketbal.
Kreeg de Medaille voor het dienen van het Moederland op 30 oktober 2006 en de onderscheiding Meester in de sport van Rusland.

## Erelijst
- Landskampioen Rusland:
  - Derde: 2001 2003
- Bekerwinnaar Rusland:
  - Runner-up: 2007
- EuroCup Women: 2
  - Winnaar: 2006, 2007
- Olympische Spelen:
  - Brons: 2004
- Wereldkampioenschap:
  - Zilver: 2002
- Europees Kampioenschap: 1
  - Goud: 2003
  - Zilver: 2001
  - Brons: 1999